# Anne Brouillard
Pour les articles homonymes, voir Brouillard (homonymie).
Anne Brouillard, née le 12 juillet 1967 à Louvain, est une auteure de livres de jeunesse et illustratrice belge.

## Biographie
Née en 1967 à Louvain, d'un père belge et d'une mère suédoise, elle dessine depuis l'enfance. Elle suit des études à l'école supérieure des arts Saint-Luc à Bruxelles. 
Son premier album, Trois chats, est publié en 1990. Cet album sans texte suit trois chats sur une branche, qui cherchent à attraper des poissons rouges. Il est remarqué dès sa parution et publié en Allemagne et aux États-Unis.
En 1993, elle obtient une « Mention » à la Foire du livre de jeunesse de Bologne et est récompensée par la Pomme d'Or de Bratislava de la Biennale d'illustration de Bratislava, pour Le Sourire du loup.
En 2013, son Voyage d'hiver est sélectionné par le prix Pépites du Salon du livre de Jeunesse de Montreuil.
En 2016, elle publie La grande forêt, nommé pour le Prix Sorcières 2017. 
Elle est reconnue par la critique par la singularité de son univers et ses livres inclassables (entre l'album, la BD ou le conte). Certains thèmes sont récurrents dans son œuvre : le voyage, la nature et les êtres vivants,,,. 
En 2024, elle est sélectionnée pour la cinquième année d'affilée (depuis 2020) pour le prestigieux prix international suédois, le Prix commémoratif Astrid-Lindgren,.
Elle est également l'artiste sélectionnée pour représenter son pays, la Belgique, pour le Prix Hans-Christian-Andersen, dans la catégorie Illustration, en 2020, et en 2024, prix international danois.

## Quelques distinctions
- 1993 :  : Pomme d'Or de Bratislava[5], lors de la Biennale d'illustration de Bratislava, pour Le Sourire du loup
- 1993 :  "Mention" Premio Grafico Fiera di Bologna per l'Infanzia de  la Foire du livre de jeunesse de Bologne[4] (Italie) pour Le sourire du loup
- 1994 : Prix Maeterlinck pour Le sourire du loup
- 1994 : (international) « Honour List »[16] de l' IBBY pour Le sourire du loup
- 2000 :  "Mention" Fiction Young Adults de  la Foire du livre de jeunesse de Bologne[17] (Italie) pour Le grand murmure
- Grand Prix Triennal de Littérature de Jeunesse 2015-2018 de la Fédération Wallonie-Bruxelles[18]
- 2020 et 2024 :  Sélection belge du Prix Hans-Christian-Andersen, dans la catégorie Illustration[14],[15]
- 2020 à 2024 :  Sélection pour le Prix commémoratif Astrid-Lindgren[12],[13],[11], durant cinq années d'affilée.

## Œuvres

### Auteure et illustratrice
- Trois chats, Paris, Éditions du Sorbier, 1990, 26 p.  (ISBN 2-502-00120-X) ; nouvelle édition, Seuil Jeunesse, 2015
- Le Sourire du loup, Paris, Éditions Épigones, coll. « La Langue au chat », 1992, 25 p.  (ISBN 2-7366-3605-8) ; nouvelle édition, Âne bâté, coll. « Il était deux fois », 2007  (ISBN 9782917326008)

- Pomme d'Or de Bratislava 1993, lors de la Biennale d'illustration de Bratislava
- prix Maeterlinck 1994
- "Mention" Premio Grafico Fiera di Bologna per l'Infanzia de  la Foire du livre de jeunesse de Bologne 1993 (Italie)
- Petites histoires, Syros, 1993  (ISBN 2-86738-962-3)
- Reviens sapin, Paris, Éditions du Sorbier, 1994, 24 p.  (ISBN 2-7320-3391-X)
- Cartes postales, Paris, Éditions du Sorbier, 1994, 26 p.  (ISBN 2-7320-3392-8)
- Il va neiger, Syros, 1994
- Voyage, Grandir, 1994  (ISBN 2904292977)
- La Maison de Martin, Paris, Éditions du Sorbier, 1996, 24 p.  (ISBN 2-7320-3450-9)
- Promenade au bord de l'eau, Paris, Éditions du Sorbier, 1996, 30 p.  (ISBN 2-7320-3451-7)
- Le Pays du rêve, Tournai, Éditions Casterman, coll. « Les albums Duculot », 1996, 40 p.  (ISBN 2-203-55358-8)
- La Terre tourne, Paris, Éditions du Sorbier, 1997, 25 p.  (ISBN 2-7320-3524-6)
- L'orage, Grandir, 1998  (ISBN 9782841660889)
- Mystère, Paris, Éditions l’École des Loisirs, coll. « Pastel », 1998, 32 p.  (ISBN 2-211-04608-8)
- Le Bain de la cantatrice, Paris, Éditions du Sorbier, 1999, 24 p.  (ISBN 2-7320-3573-4)
- Petites histoires simples, Paris, Éditions Syros Jeunesse, 1999, 34 p.  (ISBN 2-84146-725-2)
- Petites histoires étranges, Paris, Éditions Syros Jeunesse, 1999, 36 p.  (ISBN 9782841467266)
- Le Grand Murmure, Toulouse, Éditions Milan, coll. « Jeunesse », 1999, 40 p.  (ISBN 2-84113-808-9)

-  "Mention" Fiction Young Adults de  la Foire du livre de jeunesse de Bologne 2000 (Italie)
- Le Temps d'une lessive, Paris, Éditions Syros, coll. « Les petits voisins », 2000, 25 p.  (ISBN 2-84146-854-2)
- Sept minutes et demie, Paris, Éditions Thierry Magnier, coll. « Tête de lard », 2002, 22 p.  (ISBN 2-84420-148-2)
- La Grande Vague, Nîmes, Éditions Grandir, 2003, 34 p.  (ISBN 2-84166-200-4)
- Le Chemin bleu, Paris, Éditions du Seuil Jeunesse, 2004, 40 p.  (ISBN 2-02-060166-4)
- Le Voyageur et les Oiseaux, Éditions du Seuil Jeunesse, 2006, 24 p.  (ISBN 2-02-085758-8)
- Le Pêcheur et l’Oie, Paris, Éditions du Seuil Jeunesse, 2006, 24 p.  (ISBN 2-02-085757-X)
- La Famille Foulque, Paris, Éditions du Seuil Jeunesse, 2007, 28 p.  (ISBN 978-2-02-092871-7)
- La Vieille dame et les souris, Paris, Éditions du Seuil Jeunesse, 2007, 28 p.  (ISBN 978-2-02-092870-0)
- Le Rêve du poisson, Paris, Éditions Sarbacane, 2009, 32 p.  (ISBN 978-2-84865-301-3)
- De l’autre côté du lac, Paris, Éditions du Sorbier, 2011, 32 p.  (ISBN 978-2-7320-3995-4)
- Berceuse du merle, Paris, Éditions du Seuil Jeunesse, 2011, 25 p.  (ISBN 978-2-02-104447-8)[20]
- Lieux réels, lieux imaginaires, Paris, Éditions l’Art à la page, coll. « Les carnets », 2011, 31 p.  (ISBN 978-2-910915-22-3)
- Petit chien, Paris, Éditions du Seuil Jeunesse, 2012, 40 p.  (ISBN 978-2-02-106464-3)[20]
- Voyage d’hiver, leporello, Noville-sur-Mehaigne, Belgique, L’Esperluète Éditions, 2013, 32 p.  (ISBN 978-2-35984-042-1) [21],[9]
- Petit somme, Seuil jeunesse, 2014
- Les aventuriers du soir, les Éditions des Éléphants, 2015
- Le pays des Chintiens, 1 : La grande forêt, L'École des loisirs, 2016
- Le pays des Chintiens, 2 : Les îles, L'École des loisirs, 2019
- Pikkeli Mimou, L'École des loisirs, coll. « Pastel », 2020
- De l'autre côté du lac, Sorbier, 2021
- Nino, Éditions des Éléphants, 2021
- Killiok, Pastel, 2023.
- Ronde autour de la terre, Esperluète, 2024
- Le pays des Chintiens, 3 : Les châteaux,  L'École des loisirs, 2024

### Illustratrice
- Demain les fleurs, texte de Thierry Lenain, Paris, Nathan, coll. « Albums Nathan », 2000, 24 p.  (ISBN 2-09-210678-3)
- Paroles de la mer, recueillies et présentées par Jean-Pierre Kerloc'h, préf. de Jean-François Deniau, Albin Michel Jeunesse, coll. « Paroles », 2000  (ISBN 9782226112187)
- La Déménagerie, texte de Muriel Carminati, Patrick Spens, Draguignan, Éditions lo Païs, coll. « D’enfance », 2002, 34 p.  (ISBN 2-910998-55-X)
- Entre fleuve et canal, texte de Nadine Brun-Cosme, Cergy, Éditions Points de suspension, 2002, 28 p.  (ISBN 2-912138-27-2)
- L'homme qui était sans couleurs, texte de David Lonergan, Bouton d'or Acadie, 2003  (ISBN 2-922203-63-8)
- Julie Capable, texte de Thierry Lenain, Paris, Éditions Grasset jeunesse, coll. « Lecteurs en herbe », 2005, 32 p.  (ISBN 2-246-67981-8)
- Rêve de lune, texte de Élisabeth Brami, Paris, Éditions du Seuil Jeunesse, 2005, 32 p.  (ISBN 2-02-081735-7)
- Le Gardien des couleurs, texte de Gilles Aufray, Nîmes, Éditions Grandir, 2005, 46 p.  (ISBN 2-84166-286-1)
- Le Vélo de Valentine, texte de Christian Ferrari, Aubais, Éditions Lirabelle, 2006, 26 p.  (ISBN 2-914216-52-1)
- Lilia, texte de Nadine Brun-Cosme, Cergy, Éditions Points de suspension, 2007, 28 p.  (ISBN 978-2-912138-41-5)
- Le Paradis des chats et autres nouveaux contes à Ninon, textes de Émile Zola, Paris, Éditions Hugo et Compagnie, 2009, 60 p.  (ISBN 978-2-7556-0369-9)
- Les Enfants de la mer, texte de Natalie Quintart, Nîmes, Éditions Grandir, 2012, 33 p.  (ISBN 978-2-84166-474-0)
- Ma Bohème (Fantaisie), texte de Arthur Rimbaud, Bulles de savon, 2014
- Pizza quatre saisons, texte de Thomas Vinau, Thierry Magnier, 2022